# Zwarte Meer
Lo Zwarte Meer (tradotto in italiano: Lago Nero) è un lago di confine nei Paesi Bassi. Il limite sud-occidentale, in cui diventa il Ramsdiep, non è fisicamente definito ma si trova approssimativamente dove la via d'acqua si restringe. A nord-ovest è collegato con il Kadoelermeer attraverso uno stretto canale mentre a nord-est vi sfocia il fiume Zwarte Water, e a sud-ovest il Ganzendiep.
La costa nord-occidentale fa parte del Noordoostpolder nella provincia del Flevoland mentre la costa sud-orientale fa parte della provincia dell'Overijssel.
Al suo interno contiene un'isola disabitata denominata Vogeleiland.